# Livre vert de Barcelone

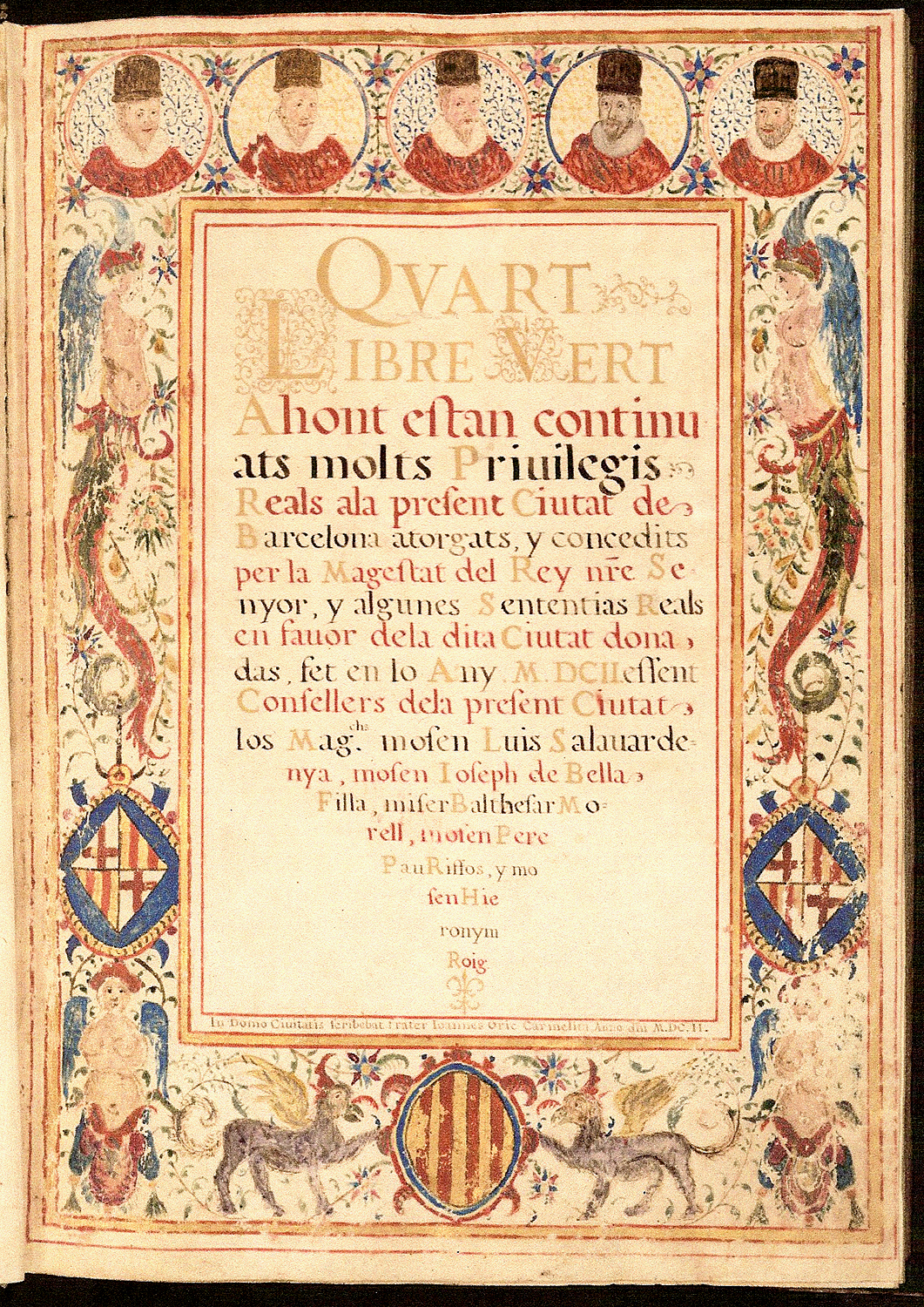
Livre vert, volume 4 (1346-1370), archives historiques de la ville de Barcelone.

Le livre vert de Barcelone (en catalan Llibre Verd de Barcelona) est le plus important livre de privilèges du Conseil des Cent, qui est une institution de gestion de la ville.
Sous l'Ancien Régime, un privilège est une disposition du pouvoir législatif qui accorde un traitement de faveur à certains groupes de personnes. Le Conseil des Cent, comme les autres corporations, compile dans un codex, appelé livre vert, l'ensemble des documents qui attestent de ces privilèges.
Le livre vert se compose de quatre volumes manuscrits, compilés entre les XIVe et XVIIe siècles, écrits sur parchemin et reliés en velours vert, d'où son nom. Il comprend pas moins de 917 documents des années 1025 à 1694. Des quatre volumes, le plus important est le premier, qui, outre son intérêt juridique et historique, comporte 50 pages ornées de miniatures réalisées dans l'atelier des peintres Ferrer et Arnau Bassa, au XIVe siècle, et qui en font un des chefs-d'œuvre de la miniature gothique catalane.

## Articles liés
- Ancien Régime
- Privilèges
- Conseil des Cent